# Alois Dauenhauer
Alois Dauenhauer (* 17. Juli 1929 in Rodalben; † 13. November 2022 ebenda) war ein deutscher Politiker (CDU). Er war von 1975 bis 1991 Mitglied des Landtags von Rheinland-Pfalz.

## Leben und Politik
Alois Dauenhauer wurde in Rodalben als Sohn von Andreas und Juliane Dauenhauer geboren. Er besuchte die Volksschule, Oberrealschule und legte 1950 das Abitur am Leibniz-Gymnasium Pirmasens ab. 1950 bis 1954 war er Beamtenanwärter, 1954 legte er die Zweite Verwaltungsprüfung und 1959 das Verwaltungsdiplom an der VWA Rheinland-Pfalz. Von 1950 bis 1975 war Dauenhauer bei der Kreisverwaltung Pirmasens beschäftigt. 1955 bis 1973 war er dort Leiter der Sozialabteilung, 1973 bis 1975 Jugend- und Sozialdezernent bei der Kreisverwaltung Pirmasens, Oberamtsrat.
Dauenhauer trat bereits im Jahr 1948 in die CDU ein. Er war langjähriger CDU-Ortsvereinsvorsitzender und von 1974 bis 1988 Vorsitzender des CDU-Kreisverbands Pirmasens-Land. Im Stadtrat von Rodalben war Dauenhauer von 1963 bis 1982 Fraktionssprecher der CDU, zwischen 1982 und 1994 war er ehrenamtlicher Bürgermeister von Rodalben. Von 1972 bis 1994 war er auch Beigeordneter im Verbandsgemeinderat der Verbandsgemeinde Rodalben.
Im Jahr 1975 wurde er Abgeordneter des rheinland-pfälzischen Landtags und behielt sein Mandat für vier Legislaturperioden bis 1991. Er war im Landtag zuletzt Vorsitzender des Petitionsausschusses und der Strafvollzugskommission. 1989 war er Mitglied der 9. Bundesversammlung.
Neben seinen kommunal- und landespolitischen Ämtern war Dauenhauer in verschiedenen Vereinen ehrenamtlich tätig, er engagierte sich unter anderem für das Deutsche Rote Kreuz, für das er von 1955 bis 1979 als Kreisgeschäftsführer und dann bis 1997 als Kreisvorsitzender tätig war.
Für seine Verdienste wurde er zum Ehrenbürger der Stadt Rodalben ernannt, er wurde 1983 mit dem Bundesverdienstkreuz am Bande ausgezeichnet und erhielt 1989 das Verdienstkreuz 1. Klasse.
Dauenhauer war verheiratet und hinterließ zudem zwei gemeinsame Kinder.